# Дэйнан, Херберт Гиртон
Херберт Гиртон Дэйнан (1906—1968) — американский орнитолог, много работавший с птицами Таиланда.

## Биография
Родился в Нью-Джерси, вырос в Пенсильвании. Учился в Принстоне, откуда выпустился в 1928 году. Заинтересовавшись птицами и Таиландом (Сиамом), Дэйнан поехал туда. Работая в колледже Чиангмая преподавателем английского, до 1932 он оставался в стране и отправлял собранных птиц в Принстон.
Когда учёный вернулся в США, Александр Ветмор помог ему получить временную должность в Национальном музее. Затем в 1934—1935 была работа в Библиотеке Конгресса. Знакомство с восточными языками помогло Дэйнану упорядочить каталоги фондов текстов на санскрите и сиамском языке. Затем учёный вернулся в Чиангмай на свою прежнюю должность учителя и в 1935—1937 отправлял в США собранные им коллекции птиц для Национального музея (USNM). Там он сделал карьеру и в 1962 вышел на пенсию.
Дэйнан был членом Американского орнитологического союза с 1923 года (с 1946 — пожизненным фелло). В 1959—1961 занимал пост секретаря союза. Публиковал таксономические ревизии, каталоги коллекций и описания птиц из разных частей света, в первую очередь, из Юго-Восточной Азии.
В честь учёного названа шриланкийская ящерица Lankascincus deignani.

## Семья
Состоял в браке с антропологом Стеллой Лече.